# Кимпінянка
Кимпінянка (рум. Câmpineanca) — село у повіті Вранча в Румунії. Адміністративний центр комуни Кимпінянка.
Село розташоване на відстані 163 км на північний схід від Бухареста, 4 км на захід від Фокшан, 77 км на північний захід від Галаца, 118 км на схід від Брашова.

## Населення
За даними перепису населення 2002 року у селі проживали 2510 осіб, з них 2509 осіб (> 99,9%) румунів. Усі жителі села рідною мовою назвали румунську.